# Conde Eliano
El Conde Eliano (en latín: Elianus comes; en griego antiguo: Κόμης Αιλιανός; muerto en 359 d. C.) fue el principal oficial romano a cargo de la defensa de Amida durante el asedio de 359 por el Shah Sapor II.

## Biografía
Se sabe muy poco acerca de su vida, excepto que fue señalado por Amiano Marcelino como un miembro de los Portectors o Domesticus en el año 348 cuando llevó a nuevos reclutas (los praeventores y los Superventores) en un ataque contra los sasánidas, que estaban poniendo cerco a la ciudad romana de Singara.
En 359, Eliano había ascendido al rango de comes rei militaris y estaba al mando de las fuerzas romanas más allá del Tigris. Durante el Asedio de Amida estuvo al mando de las defensas de la ciudad-fortaleza. Después de la captura y el saqueo de Amida, fue humillado por los victoriosos sasánidas junto con sus tribunos.
Fue mencionado en los primeros libros de Amiano Marcelino (libros 1-13), pero estos se han perdido.